# Okanagan Falls
Okanagan Falls es una localidad y municipio de la  Columbia Británica. Situado en el extremo sur del lago Okanagan (en realidad, el lago Skaha). Fue llamada así por sus pequeñas cascadas que formaban antaño un magnífico paisaje natural, ubicado en la extremidad sur del lago Skaha, que desaguaba en el río Okanagan. Okanagan Falls es conocido también bajo el nombre de "OK Falls". La economía local se sustenta en la agricultura y proporciona hoy frutas y verduras frescas, frutos secos y numerosos vinos. Los residentes y turistas aprovechan un clima cálido y seco, de los más suaves de Canadá. La población de esta ciudad se eleva a 6 000 habitantes.